# C/2009 W2 Boattini
C/2009 W2 (Boattini) è una cometa non periodica, l'undicesima cometa scoperta dall'astronomo italiano Andrea Boattini.
È stata scoperta durante osservazioni eseguite nell'ambito del programma Catalina Sky Survey. Ha un periodo calcolato di quasi 2 milioni di anni.